# Мурзабулатов, Сулейман Шангареевич
Сулейман Шангареевич Мурзабулатов (др. вариант написания отчества — Шахин-Гиреевич; баш. Сөләймән Шәнгәрәй улы Мырҙабулатов; 6 января 1890, д. Абзаново Оренбургской губернии — 9 января 1931, Москва) — деятель башкирского национального движения, руководитель Бурзян-Тангауровского восстания.

## Биография
Родился 6 октября 1890 года в деревне Абзан Салиховской волости Орского уезда Оренбургской губернии (ныне Зианчуринский район Башкортостана). Учился в сельской школе аула Чанким 6-й Усерганской волости.
В 1910—1912 гг. учился в медресе, затем окончил учительские курсы в городе Орск.
Член РКП(б) с 1918 года (по другим данным — с 1921 года). В 1919—1920 годах — исполняющий обязанности председателя БашЧК, член Башревкома. В апреле 1920 года направлен в Тамьян-катайский кантон уполномоченным Башревкома и БашЧК.
В числе других подписал представленное в обком РКП(б) заявление о несогласии с декретом ВЦИК и СНК РСФСР «О государственном устройстве Автономной Советской Башкирской республики» от 19 мая 1920 года. Вместе с другими членами Башревкома оставил свой пост.
Возглавил вооруженную борьбу башкир на юго-востоке республики против местных партийных органов (см. Крестьянское повстанческое движение в Башкортостане).
В декабре 1920 года назначается заместителем военного комиссара республики, затем наркомом земледелия БАССР.
В мае 1923 года по обвинению в «султангалеевщине» и национализме был снят с работы и в административном порядке переведен на жительство в Москву, где работал дворником.
В 1926 году получил разрешение на возвращение в Башкортостан. Работал в Зилаирском кантоне в «Сельпромсоюзе», председатель колхоза, сельсовета.
Репрессирован как «башкирский националист». В июле 1930 года по обвинению в создании контрреволюционной и националистической повстанческой организации ОГПУ СССР приговорен к расстрелу. Умер в тюрьме. Реабилитирован в 1988 году.

## Память
- Документальный фильм «Гражданин Мурзабулатов» из цикла программ «Историческая среда», автор сценария Салават Хамидуллин, режиссёр Айрат Умутбаев, 2011.
- Абзановская средняя школа имени Сулеймана Мурзабулатова расположена в Зианчуринском районе Республики Башкортостан[3].